# 1 500 meter frisim för damer i simning vid olympiska sommarspelen 2024
Damernas 1 500 meter frisim vid olympiska sommarspelen 2024 avgjordes mellan den 30 och 31 juli 2024 i Paris La Défense Arena. Det var andra gången 1 500 meter frisim fanns med som en gren vid OS efter att ha gjort debut 2020.

## Rekord
Före tävlingarna gällde dessa rekord:
| Världsrekord     | Katie Ledecky (USA) | 15.20,48 | Indianapolis, USA | 16 maj 2018  | [ 2 ] |
| Olympiskt rekord | Katie Ledecky (USA) | 15.35,35 | Tokyo, Japan      | 26 juli 2021 |       |

Följande rekord noterades under tävlingen:
| Datum   | Omgång | Namn          | Nationalitet | Tid      | Rekord |
| ------- | ------ | ------------- | ------------ | -------- | ------ |
| 31 juli | Final  | Katie Ledecky | USA          | 15.30,02 | 0OR0   |

## Schema
Alla tiderna är UTC+2.
| Datum   | Tid   | Omgång      |
| ------- | ----- | ----------- |
| 30 juli | 11:51 | Försöksheat |
| 31 juli | 21:13 | Final       |

## Resultat

### Försöksheat
Simmarna med de 8 bästa tiderna gick vidare till final.
| Placering | Heat | Bana | Simmare                  | Nation      | Tid      | Noteringar |
| --------- | ---- | ---- | ------------------------ | ----------- | -------- | ---------- |
| 1         | 3    | 4    | Katie Ledecky            | USA         | 15.47,43 | 0Q0        |
| 2         | 2    | 2    | Simona Quadarella        | Italien     | 15.51,19 | 0Q0        |
| 3         | 2    | 5    | Anastasija Kirpitjnikova | Frankrike   | 15.52,46 | 0Q0        |
| 4         | 2    | 3    | Isabel Gose              | Tyskland    | 15.53,27 | 0Q0        |
| 5         | 2    | 6    | Moesha Johnson           | Australien  | 16.04,02 | 0Q0        |
| 6         | 3    | 5    | Li Bingjie               | Kina        | 16.05,26 | 0Q0        |
| 7         | 3    | 2    | Beatriz Dizotti          | Brasilien   | 16.05,40 | 0Q0        |
| 8         | 3    | 1    | Leonie Märtens           | Tyskland    | 16.08,69 | 0Q0        |
| 9         | 1    | 5    | Gan Ching Hwee           | Singapore   | 16.10,13 | 0NR0       |
| 10        | 3    | 6    | Katie Grimes             | USA         | 16.12,11 |            |
| 11        | 2    | 1    | Ginevra Taddeucci        | Italien     | 16.12,45 |            |
| 12        | 2    | 7    | Eve Thomas               | Nya Zeeland | 16.13,74 |            |
| 13        | 2    | 2    | Gao Weizhong             | Kina        | 16.27,11 |            |
| 14        | 1    | 4    | Kristel Köbrich          | Chile       | 16.27,18 |            |
| 15        | 3    | 7    | Vivien Jackl             | Ungern      | 16.31,25 |            |
| 16        | 1    | 3    | Sasha Gatt               | Malta       | 17.00,54 |            |
| 17        | 3    | 3    | Lani Pallister           | Australien  | 0DNS0    |            |

### Final
| Placering | Bana | Simmare                  | Nation     | Tid      | Noteringar |
| --------- | ---- | ------------------------ | ---------- | -------- | ---------- |
| 1         | 4    | Katie Ledecky            | USA        | 15.30,02 | 0OR0       |
| 2         | 3    | Anastasija Kirpitjnikova | Frankrike  | 15.40,35 | 0NR0       |
| 3         | 6    | Isabel Gose              | Tyskland   | 15.41,16 | 0NR0       |
| 4         | 5    | Simona Quadarella        | Italien    | 15.44,05 |            |
| 5         | 7    | Li Bingjie               | Kina       | 16.01,03 |            |
| 6         | 2    | Moesha Johnson           | Australien | 16.02,70 |            |
| 7         | 1    | Beatriz Dizotti          | Brasilien  | 16.02,86 |            |
| 8         | 8    | Leonie Märtens           | Tyskland   | 16.12,57 |            |